# Zhufan Zhi

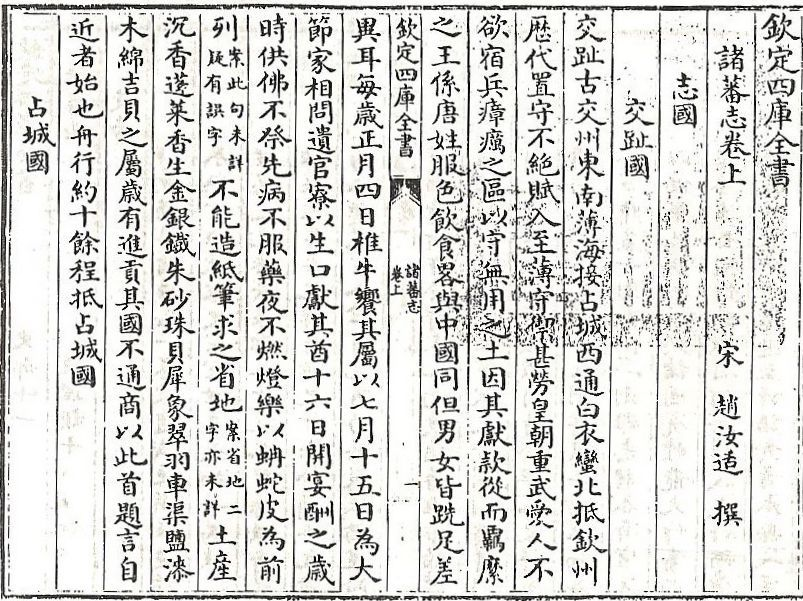
Una pagina dello Zhufan Zhi, con la descrizione di Jiaozhi

Zhufan Zhi (諸蕃志T, 诸蕃志S, Zhū Fān ZhìP, Chu-fan-chiW), variamente tradotto come  Descrizione delle nazioni barbare e Notizie sui popoli stranieri, o altri titoli simili, è un'opera letteraria del XIII secolo di Zhao Rugua all'epoca della dinastia Song. L'opera è una raccolta di descrizioni di paesi e di vari prodotti provenienti dalla Cina esterna ed è considerata un'importante fonte di informazioni sulle persone, le abitudini e in particolare le merci commercializzate da molti paesi in Asia sudorientale e attorno all'Oceano Indiano durante la dinastia Song.
Una parziale traduzione annotata in lingua inglese venne pubblicata nel 1911 da Friedrich Hirth e William W. Rockhill.

## Antefatto
L'autore Zhao Rugua (1170-1231) era un membro della dinastia imperiale Song. Venne inviato nella provincia di Fujian come supervisore del commercio marittimo nel Quanzhou. Mentre lavorava a Fujian, ebbe l'opportunità di incontrare mercanti di vari paesi dai quali raccolse informazioni sui paesi di tutto il mondo allora conosciuto. Prese anche nota dei prodotti scambiati, studiò le mappe del periodo e, insieme alle informazioni che aveva appreso, scrisse il libro che finì intorno al 1225. Zhao scrisse: "Assegnato a questo incarico di recente, passo tutto il giorno a leggere varie mappe ... Ho elencato i nomi di questi paesi e dei loro costumi ... Ho rimosso le dicerie e mantenuto i fatti. Così titolo questo libro Zhufan Zhi."
Molte voci del Zhufan Zhi sono tratte da informazioni contenute in opere precedenti, come il Pingzhou Ketan (萍洲可談) di Zhu Yu del 1116, dell'opera del IX secolo di Duan Chengshi, Miscellanea di appunti da Youyang, ed altre. In particolare, utilizzò massicciamente l'opera del 1178 "Lingwai Daida" di un altro geografo, Zhou Qufei (周去非T, Zhōu QùfēiP, Chou Ch'ü-feiW). Tuttavia, una parte significativa del libro proviene dalle informazioni raccolte da commercianti stranieri e cinesi. Poiché egli non era mai stato oltreoceano, le informazioni raccolte erano necessariamente di seconda mano, a differenza di altri lavori come "Daoyi Zhilüe", scritto da Wang Dayuan della dinastia Yuan, che aveva viaggiato oltreoceano per osservare altri paesi in prima persona. Tuttavia, il libro contiene preziose informazioni su vari paesi e prodotti scambiati del XIII secolo di grande utilità per gli studiosi moderni.
Anche se l'opera originale è andata perduta, estratti si trovano in altre raccolte ed annali, e il suo contenuto venne incorporato nell'opera del XV secolo, Enciclopedia Yongle.  Estratti dall'"Enciclopedia Yongle" sono stati poi ricompilati da Li Diaoyuan (李調元) e inclusi nella sua collezione conosciuta come "Han Hai" (函海) del 1781.

## Contenuto
L'opera è suddivisa in due volumi. Il primo fornisce una descrizione dei vari paesi e delle abitudini delle popolazioni locali, mentre il secondo riporta informazioni sui beni commerciali disponibili in tali paesi. Alcune delle informazioni fornite nel libro sono favole fantasiose, ad esempio la descrizione dell'uccello gigante del Madagascar, così grande da poter ingoiare un cammello intero, e potrebbe aver inserito informazioni inesatte da altre fonti scritte cinesi (ad esempio, i racconti sull'uccello gigante del Madagascar potrebbero provenire da "Lingwai Daida"), ma molte delle sue fonti sembrano essere generalmente accurate.

### Volume I
Nel volume I, sono elencati 58 paesi e regioni.
Tra I paesi sono compresi regni dell'Asia sud orientale, come Jiaozhi (交趾, nord del Vietnam), Champa (占城), Zhenla (眞臘, Cambogia), Langkasuka (凌牙斯加), Sanfoqi (三佛齊, Srivijaya), Giava (闍婆), Bagan (蒲甘, Birmania), e Mayi (麻逸, Filippine). Sono inoltre menzionati Giappone, Corea e Taiwan, nell'Asia orientale, e regioni del subcontinente indiano come Huchala (胡茶辣, Gujarat), Nanpi (南毗, Malabar) e Zhunian (注輦, Chola). Fornisce inoltre maggiori informazioni, sul mondo islamico e sui suoi prodotti, di quelle precedentemente disponibili in fonti cinesi. Il paese di Dashi (大食, arabi) è descritto come un vasto regno che copre molti territori (24 nel libro) con la sua capitale in Egitto, e comprendente Baida (白達, Baghdad); Wengman (甕蠻 Oman); Majia (麻嘉, La Mecca); Jilani (吉慈尼, Ghazni) ed altri ancora.
Il libro elenca altri paesi e luoghi in Africa, tra questi Wusili (勿 斯里, Egitto) e la sua città di Egentuo (遏根陀, Alessandria d'Egitto), Bipaluo (弼琶囉, Berbera), Zhongli (中理, Somalia), Cengba (層拔, Zanzibar), Binouye (Tunisia, la regione di Tripoli in Libia), e Tuopandi (Damietta in Egitto). Nel libro, sono descritti luoghi famosi come il Faro di Alessandria:
ULteriore stato occidentale descritto è Mulanpi (木蘭皮, Al-Murabitun) che comprende il sud della Spagna. Nel volume è presente anche una menzione sulla Sicilia (斯加里野, Sijialiye).

### Volume II
Nel volume II, sono elencati 47 prodotti, 22 dei quali provenienti dall'Asia centrale e dall'Africa.  Zhao fornisce informazioni sui vari prodotti commercializzati dal I XIII secolo, per esempio, sull'origine del Franchincenso (Ruxiang) che viene portato in Cina dall'Arabia (Dashi).